# Oberzwehren
Oberzwehren, Kassel-Oberzwehren – okręg administracyjny Kassel, w Niemczech, w kraju związkowym Hesja. W 2010 roku okręg zamieszkiwało 12 807 mieszkańców.